# Campeonato Mundial de Hockey sobre Hielo Masculino de 2013
El LXXVII Campeonato Mundial de Hockey sobre Hielo Masculino se celebró conjuntamente en Finlandia y Suecia entre el 3 y el 19 de mayo de 2013 bajo la organización de la Federación Internacional de Hockey sobre Hielo (IIHF), la Federación Finlandesa de Hockey sobre Hielo y la Federación Sueca de Hockey sobre Hielo.

## Sedes
| Grupo | Ciudad                  | Instalación     | Capacidad |
| ----- | ----------------------- | --------------- | --------- |
| A     | Estocolmo · ( Suecia)   | Globen Arena    | 13 850    |
| B     | Helsinki · ( Finlandia) | Hartwall Areena | 13 500    |

## Grupos
| Grupo A         | Grupo B        |
| --------------- | -------------- |
| República Checa | Rusia          |
| Suecia          | Finlandia      |
| Canadá          | Eslovaquia     |
| Noruega         | Estados Unidos |
| Suiza           | Alemania       |
| Dinamarca       | Letonia        |
| Bielorrusia     | Francia        |
| Eslovenia       | Austria        |

## Fase preliminar

### Grupo A
| Equipo         | J | G | EG | EP | P | GF | GC | DG  | PTS |
| -------------- | - | - | -- | -- | - | -- | -- | --- | --- |
| Finlandia      | 7 | 4 | 2  | 0  | 1 | 23 | 14 | +9  | 16  |
| Rusia          | 7 | 5 | 0  | 0  | 2 | 29 | 14 | +15 | 15  |
| Estados Unidos | 7 | 5 | 0  | 0  | 2 | 24 | 16 | +8  | 15  |
| Eslovaquia     | 7 | 3 | 0  | 1  | 3 | 18 | 17 | +1  | 10  |
| Alemania       | 7 | 2 | 1  | 1  | 3 | 13 | 16 | -3  | 9   |
| Letonia        | 7 | 2 | 0  | 1  | 4 | 14 | 25 | -11 | 7   |
| Francia        | 7 | 2 | 0  | 1  | 4 | 13 | 21 | -8  | 7   |
| Austria        | 7 | 1 | 1  | 0  | 2 | 18 | 29 | -11 | 5   |

- Resultados

| Fecha | Hora² | Partido¹       | Partido¹ | Partido¹       | Resultado |
| ----- | ----- | -------------- | -------- | -------------- | --------- |
| 03.05 | 16:15 | Francia        | -        | Eslovaquia     | 2-6       |
| 03.05 | 20:15 | Finlandia      | -        | Alemania       | 4-3 (3-3) |
| 04.05 | 12:15 | Estados Unidos | -        | Austria        | 5-3       |
| 04.05 | 16:15 | Rusia          | -        | Letonia        | 6-0       |
| 04.05 | 20:15 | Finlandia      | -        | Eslovaquia     | 2-0       |
| 05.05 | 12:15 | Francia        | -        | Austria        | 3-1       |
| 05.05 | 16:15 | Alemania       | -        | Rusia          | 1-4       |
| 05.05 | 20:15 | Letonia        | -        | Estados Unidos | 1-4       |
| 06.05 | 16:15 | Alemania       | -        | Eslovaquia     | 2-3       |
| 06.05 | 20:15 | Finlandia      | -        | Francia        | 3-1       |
| 07.05 | 16:15 | Austria        | -        | Letonia        | 6-3       |
| 07.05 | 20:15 | Rusia          | -        | Estados Unidos | 5-3       |
| 08.05 | 16:15 | Austria        | -        | Alemania       | 0-2       |
| 08.05 | 20:15 | Estados Unidos | -        | Finlandia      | 4-1       |
| 09.05 | 16:15 | Rusia          | -        | Francia        | 1-2       |
| 09.05 | 20:15 | Eslovaquia     | -        | Letonia        | 3-5       |
| 10.05 | 16:15 | Eslovaquia     | -        | Austria        | 1-2 (1-1) |
| 10.05 | 20:15 | Rusia          | -        | Finlandia      | 2-3       |
| 11.05 | 12:15 | Estados Unidos | -        | Francia        | 4-2       |
| 11.05 | 16:15 | Finlandia      | -        | Austria        | 7-2       |
| 11.05 | 20:15 | Alemania       | -        | Letonia        | 2-0       |
| 12.05 | 16:15 | Estados Unidos | -        | Alemania       | 3-0       |
| 12.05 | 20:15 | Eslovaquia     | -        | Rusia          | 1-3       |
| 13.05 | 16:15 | Letonia        | -        | Francia        | 3-1       |
| 13.05 | 20:15 | Austria        | -        | Rusia          | 4-8       |
| 14.05 | 12:15 | Eslovaquia     | -        | Estados Unidos | 4-1       |
| 14.05 | 16:15 | Francia        | -        | Alemania       | 2-3       |
| 14.05 | 20:15 | Letonia        | -        | Finlandia      | 2-3 (2-2) |

- (¹) –  Todos en Helsinki
- (²) –  Hora local de Finlandia (UTC+3)

### Grupo B
| Equipo          | J | G | EG | EP | P | GF | GC | DG  | PTS |
| --------------- | - | - | -- | -- | - | -- | -- | --- | --- |
| Suiza           | 7 | 6 | 1  | 0  | 0 | 29 | 10 | +19 | 20  |
| Canadá          | 7 | 5 | 1  | 1  | 0 | 25 | 10 | +15 | 18  |
| Suecia          | 7 | 5 | 0  | 0  | 2 | 17 | 11 | +6  | 15  |
| República Checa | 7 | 3 | 1  | 0  | 3 | 19 | 12 | +7  | 11  |
| Noruega         | 7 | 3 | 0  | 0  | 4 | 12 | 26 | -14 | 9   |
| Dinamarca       | 7 | 1 | 1  | 1  | 4 | 13 | 20 | -7  | 6   |
| Bielorrusia     | 7 | 1 | 0  | 0  | 6 | 10 | 21 | -11 | 3   |
| Eslovenia       | 7 | 0 | 0  | 2  | 5 | 12 | 27 | -15 | 2   |

- Resultados

| Fecha | Hora² | Partido¹        | Partido¹ | Partido¹        | Resultado |
| ----- | ----- | --------------- | -------- | --------------- | --------- |
| 03.05 | 16:15 | República Checa | -        | Bielorrusia     | 2-0       |
| 03.05 | 20:15 | Suecia          | -        | Suiza           | 2-3       |
| 04.05 | 12:15 | Noruega         | -        | Eslovenia       | 3-1       |
| 04.05 | 16:15 | Canadá          | -        | Dinamarca       | 3-1       |
| 04.05 | 20:15 | República Checa | -        | Suecia          | 1-2       |
| 05.05 | 12:15 | Bielorrusia     | -        | Eslovenia       | 4-3       |
| 05.05 | 16:15 | Suiza           | -        | Canadá          | 3-2 (2-2) |
| 05.05 | 20:15 | Noruega         | -        | Dinamarca       | 3-2       |
| 06.05 | 16:15 | Suiza           | -        | República Checa | 5-2       |
| 06.05 | 20:15 | Suecia          | -        | Bielorrusia     | 2-1       |
| 07.05 | 16:15 | Eslovenia       | -        | Dinamarca       | 2-3 (2-2) |
| 07.05 | 20:15 | Canadá          | -        | Noruega         | 7-1       |
| 08.05 | 16:15 | Eslovenia       | -        | Suiza           | 1-7       |
| 08.05 | 20:15 | Noruega         | -        | Suecia          | 1-5       |
| 09.05 | 16:15 | República Checa | -        | Dinamarca       | 2-1 (1-1) |
| 09.05 | 20:15 | Suecia          | -        | Canadá          | 0-3       |
| 10.05 | 16:15 | Eslovenia       | -        | República Checa | 2-4       |
| 10.05 | 20:15 | Bielorrusia     | -        | Canadá          | 1-4       |
| 11.05 | 12:15 | Suiza           | -        | Dinamarca       | 4-1       |
| 11.05 | 16:15 | Suecia          | -        | Eslovenia       | 2-0       |
| 11.05 | 20:15 | Noruega         | -        | Bielorrusia     | 3-1       |
| 12.05 | 16:15 | Canadá          | -        | República Checa | 2-1       |
| 12.05 | 20:15 | Noruega         | -        | Suiza           | 1-3       |
| 13.05 | 16:15 | Dinamarca       | -        | Bielorrusia     | 3-2       |
| 13.05 | 20:15 | Canadá          | -        | Eslovenia       | 4-3 (3-3) |
| 14.05 | 12:15 | Bielorrusia     | -        | Suiza           | 1-4       |
| 14.05 | 16:15 | República Checa | -        | Noruega         | 7-0       |
| 14.05 | 20:15 | Dinamarca       | -        | Suecia          | 2-4       |

- (¹) –  Todos en Estocolmo
- (²) –  Hora local de Suecia (UTC+2)

## Fase final
|  | Cuartos de final | Cuartos de final |           |                | Semifinales  | Semifinales  |  |  | Final | Final |
|  |                  |                  |           |                |              |              |  |  |       |       |
|  |                  |                  |           |                |              |              |  |  |       |       |
|  |                  |                  |           |                |              |              |  |  |       |       |
|  | Finlandia        | 4                |           |                |              |              |  |  |       |       |
|  | Finlandia        | 4                |           |                |              |              |  |  |       |       |
|  | Eslovaquia       | 3                |           |                |              |              |  |  |       |       |
|  | Eslovaquia       | 3                | Finlandia | 0              |              |              |  |  |       |       |
|  |                  |                  | Finlandia | 0              |              |              |  |  |       |       |
|  |                  | Suecia           | 3         |                |              |              |  |  |       |       |
|  | Canadá           | Suecia           | 3         | 2              |              |              |  |  |       |       |
|  | Canadá           |                  |           | 2              |              |              |  |  |       |       |
|  | Suecia           | 3                |           |                |              |              |  |  |       |       |
|  | Suecia           | 3                | Suiza     | 1              |              |              |  |  |       |       |
|  |                  |                  | Suiza     | 1              |              |              |  |  |       |       |
|  |                  | Suecia           | 5         |                |              |              |  |  |       |       |
|  | Suiza            | Suecia           | 5         | 2              |              |              |  |  |       |       |
|  | Suiza            |                  |           | 2              |              |              |  |  |       |       |
|  | República Checa  | 1                |           |                |              |              |  |  |       |       |
|  | República Checa  | 1                | Suiza     | 3              | Tercer lugar | Tercer lugar |  |  |       |       |
|  |                  |                  | Suiza     | 3              |              |              |  |  |       |       |
|  |                  | Estados Unidos   | 0         |                |              |              |  |  |       |       |
|  | Rusia            | Estados Unidos   | 0         | 3              | Finlandia    | 2            |  |  |       |       |
|  | Rusia            |                  |           | 3              | Finlandia    | 2            |  |  |       |       |
|  | Estados Unidos   | 8                |           | Estados Unidos | 3            |              |  |  |       |       |
|  | Estados Unidos   | 8                |           |                | 3            |              |  |  |       |       |
|  |                  |                  |           |                |              |              |  |  |       |       |
|  |                  |                  |           |                |              |              |  |  |       |       |

### Cuartos de final
| Fecha | Hora² | Partido¹  | Partido¹ | Partido¹        | Resultado |
| ----- | ----- | --------- | -------- | --------------- | --------- |
| 16.05 | 13:00 | Rusia     | -        | Estados Unidos  | 3-8       |
| 16.05 | 14:45 | Suiza     | -        | República Checa | 2-1       |
| 16.05 | 18:30 | Finlandia | -        | Eslovaquia      | 4-3       |
| 16.05 | 20:15 | Canadá    | -        | Suecia          | 2-3 (2-2) |

- (¹) –  El primero y tercero en Helsinki, los otros dos en Estocolmo.

### Semifinales
| Fecha | Hora² | Partido¹  | Partido¹ | Partido¹       | Resultado |
| ----- | ----- | --------- | -------- | -------------- | --------- |
| 18.05 | 15:00 | Finlandia | -        | Suecia         | 0-3       |
| 18.05 | 19:00 | Suiza     | -        | Estados Unidos | 3-0       |

- (¹) –  En Estocolmo
- (²) –  Hora local de Suecia (UTC+2)

### Tercer puesto
| Fecha | Hora² | Partido¹  | Partido¹ | Partido¹       | Resultado |
| ----- | ----- | --------- | -------- | -------------- | --------- |
| 19.05 | 16:00 | Finlandia | -        | Estados Unidos | 2-3 (2-2) |

### Final
| Fecha | Hora² | Partido¹ | Partido¹ | Partido¹ | Resultado |
| ----- | ----- | -------- | -------- | -------- | --------- |
| 19.05 | 20:30 | Suiza    | -        | Suecia   | 1-5       |

- (¹) –  En Estocolmo
- (²) –  Hora local de Suecia (UTC+2)

## Medallero
|        |       |                |
| Suecia | Suiza | Estados Unidos |

## Estadísticas

### Clasificación general
| 1. Suecia          |
| 2. Suiza           |
| 3. Estados Unidos  |
| 4. Finlandia       |
| 5. Canadá          |
| 6. Rusia           |
| 7. República Checa |
| 8. Eslovaquia      |
| 9. Alemania        |
| 10. Noruega        |
| 11. Letonia        |
| 12. Dinamarca      |
| 13. Francia        |
| 14. Bielorrusia    |
| 15. Austria        |
| 16. Eslovenia      |

- Los dos últimos descienden a la División I

### Máximos goleadores
| Puesto | Nombre         | País           | Goles |
| ------ | -------------- | -------------- | ----- |
| 1      | Ilia Kovalchuk | Rusia          | 8     |
| 2      | Petri Kontiola | Finlandia      | 8     |
| 3      | Steven Stamkos | Canadá         | 7     |
| 4      | Paul Stastny   | Estados Unidos | 7     |
| 5      | Lauris Dārziņš | Letonia        | 5     |